# Primo Baran
Primo Baran (født 1. april 1943 i Treviso) er en italiensk tidligere roer og olympisk guldvinder.
Baran roede sammen med Renzo Sambo og skiftende styrmænd toer med styrmand med succes i slutningen af 1960'erne. I 1965 vandt de sølv ved EM med Giorgio Conte som styrmand, og året efter vandt de bronze ved VM med Enrico Pietropolli som styrmand. I 1967 vandt de EM-guld, nu med Bruno Cipolla som styrmand.
Ved OL 1968 i Mexico City stillede Baran, Sambo og Cipolla igen op, og italienerne blev nummer to i indledende heat, inden de vandt deres semifinale. I finalen førte hollænderne i begyndelsen, men italienerne roede stabilt og indhentede hollænderne og endte med at vinde guld med et forspring på næsten to sekunder til hollænderne, der fik sølv, mens Danmark akkurat tog bronzemedaljerne foran den østtyske båd. Ved legene var kom han sig over de problemer med katar, som havde plaget ham fra begyndelsen af hans karriere.
Ved OL 1972 i München stillede Baran op i firer uden styrmand. Den italienske båd indledte med en fjerdeplads i det indledende løb, men vandt derpå opsamlingsheatet. Derpå blev de nummer fem i semifinalen og sluttede som nummer fire i B-finalen, hvilket gav en samlet tiendeplads.
Barans sidste OL blev i 1976 i Montreal, hvor han igen stillede op i toer med styrmand, nu sammen med Annibale Venier og styrmand Franco Venturini. De indledte med at blive nummer to i deres indledende heat, derpå nummer tre i semifinalen. I finalen, hvor de øvrige deltagere alle var fra Østeuropa, havde italienerne det svært og endte på en femteplads.

## OL-medaljer
- 1968:  Guld i toer med styrmand